# Круглянка (река)
Круглянка — река в России, протекает по Рязанской и Липецкой областям. Левый приток Дона.

## География
Река Круглянка берёт начало у деревни Змеевка Рязанской области. Течёт на юго-запад, пересекает границу с Липецкой областью. Впадает в реку Дон в районе деревни Долгое. Устье реки находится в 1748 км от устья реки Дон по левому берегу. Длина реки составляет 15 км, площадь водосборного бассейна — 93,4 км².

## Данные водного реестра
По данным государственного водного реестра России относится к Донскому бассейновому округу, водохозяйственный участок реки — Дон от истока до города Задонск, без рек Красивая Меча и Сосна, речной подбассейн реки — бассейны притоков Дона до впадения Хопра. Речной бассейн реки — Дон (российская часть бассейна).
Код объекта в государственном водном реестре — 05010100312107000000410.